# Катарина Ст. Павловић
Катарина Ст. Павловић, односно Катарина Ст. Павловићева, (Београд, 1872 — ?) била је професорка Више женске школе у Београду, преводилац и полиглота. Једна је од првих високообразованих Српкиња, која је цео живот посветила педагошком раду, односно образовању девојака у Србији.

## Биографија
Катарина Павловић рођена је 1872. године у Београду, у породици Стојка и Јелене Павловић. Школовала се у Београду, где је завршила основну шест разреда Више женске школе. Гимназију није могла да настави, јер Колегијум тадање београдске гимназије (мушке) није дозвољавао упис женске деце. Ипак, на захтев Катарининог оца, Министарство просвете јој дозвољава, као одличној ученици, да настави школовање на Филозофском одсеку. Високошколско образовање стекла је 1894. Њена три брата била су професори Велике школе, док је четврти је био официр.

## Педагошки рад
Исте године по дипломирању Катарина се запослила у Вишој женској школи, најпре као помоћна наставница а већ 1898. и као професорка. Пензионисана је 1927. године као професорка Учитељске школе, али је и после пензионисања наставила са педагошким радом.
Катарина Павловић била је свестрано образована. Познавала је неколико језика и бавила се преводилачким радом, углавном превођењем позоришних комада. Са својим ученицама припремала их је и изводила на јавним приредбама. У њеној породичној кући постојала је велика библиотека, која је била доступна њеним ученицама. Катарина је са њима организовала читање књига, а после тога приређивала мале дискусионе трибине. Међу њеним ученицама била је Радојка Ројка Бајаловић, касније аматерска глумица, која је успешно играла у многим комадима, чак и у познатом позоришту „Орфеум” Бране Цветковића. Такође њена ученица била је и сликарка Мара Лукић Јелисић, која је касније насликала портрете целе породице Павловић.
За свој несебичан рад у области образовања Катарина Ст. Павловић је одликована.